# Bernard Smith
Pour les articles homonymes, voir Bernard Smith (homonymie) et Smith.
« Père » Bernard Smith (c. 1630 - 1708) est un facteur d'orgue allemand qui exerça en Angleterre à la fin du XVIIe siècle.

## Biographie
Smith fait son apprentissage en Allemagne avant d'émigrer en Angleterre en 1667. Il construit un orgue pour la Chapelle Royale et devient en 1681, le facteur d'orgue du roi.
Avec Renatus Harris, son rival, il demeure l'un des plus éminents facteurs d'orgue de la fin du XVIIe siècle en Grande-Bretagne. La rivalité entre Smith et Harris déboucha sur la fameuse « bataille des orgues » en 1684, quand les deux soumissionnent pour obtenir le contrat de construction du nouvel orgue de l'église du Temple à Londres. Chacun construisit son orgue dans l'église, puis sollicita l'avis d'éminents organistes pour démontrer la supériorité de son instrument. Smith engagea John Blow et Henry Purcell, comme organistes, et remporta la compétition.
On trouve des restes des orgues de Smith en différents endroits du Royaume-Uni bien que, dans la plupart des cas, il ne s'agisse que du buffet de l'instrument. Un des buffets les mieux préservés se trouve dans la chapelle de Trinity College à Cambridge. L'orgue, qui est à présent contenu dans ce bâti (par Metzler Orgelbau (en), 1975), contient un certain nombre de rangées de Smith.
D'autres buffets intéressants de Smith (cette liste n'est pas exhaustive) se trouvent à la Cathédrale Christ Church d'Oxford, à l'Emmanuel College de Cambridge, à la St Mary the Great, Cambridge, à la cathédrale Saint-Paul de Londres et à la chapelle de St Peter ad Vincula (London) (en) à la Tour de Londres.